# José Guirao Cabrera
José Guirao Cabrera (Pulpí, 9 giugno 1959 – Madrid, 11 luglio 2022) è stato un politico spagnolo.

## Biografia
È laureato in Filologia ispanica, ramo della letteratura spagnola, presso l'Università di Murcia.
È stato responsabile del dipartimento Cultura della Diputazione provinciale di Almería tra il 1983 e il 1987.
Nel 1988 si trasferisce a Siviglia, dove ha ricoperto la carica di direttore generale dei beni culturali nella Giunta dell'Andalusia. Fino al 1993 sviluppa progetti importanti, come il Piano Generale per i Beni Culturali dell'Andalusia, la Legge 1/91 del Patrimonio Storico dell'Andalusia, il progetto del Centro Andaluso di Arte Contemporanea e la creazione dell'Istituto Andaluso di Patrimonio Storico.
Da Siviglia si trasferisce a Madrid, dove per un anno ricopre il ruolo di direttore di Belle Arti e Archivi del Ministero della Cultura. È stato nominato nel 1994 direttore del Museo Nacional Centro de Arte Reina Sofía, la cui collezione permanente è stata rimodellata. È stato anche responsabile dell'espansione del museo, con un progetto vinto dall'architetto francese Jean Nouvel.
Dal 2001 è al timone de La Casa Encendida, uno spazio sociale e culturale di riferimento a Madrid appartenente all'estinzione di Caja Madrid e, dopo la sua trasformazione nel 2013, alla Fondazione Montemadrid. Viene quindi nominato direttore generale di questa fondazione, la cui attività è volta a migliorare la qualità della vita e l'inclusione delle persone in difficoltà sociale, promuovendo nel contempo una cittadinanza partecipativa con maggiore accesso alla cultura e istruzione, così come la protezione dell'ambiente e la conservazione del patrimonio storico.
José Guirao è un mecenate della Fondazione Federico García Lorca, della Fondazione Antonio Gala e della Fondazione Museo dell'Incisione Spagnola Contemporanea di Marbella. Inoltre, è visiting professor del Master in Cultural Management presso l'Università Carlos III di Madrid.
Il 13 giugno 2018 viene nominato nuovo Ministro della Cultura e dello Sport del Governo di Spagna presieduto da Pedro Sánchez, in sostituzione di Màxim Huerta. Ha giurato il 14 giugno 2018 al Palazzo della Zarzuela.
Muore nella sua abitazione di Madrid l'11 luglio 2022 a causa di un cancro.